# Limnodriloides faxatus
Limnodriloides faxatus är en ringmaskart som beskrevs av Erséus och Alexander William Milligan 1988. Limnodriloides faxatus ingår i släktet Limnodriloides och familjen glattmaskar. Inga underarter finns listade i Catalogue of Life.